# ウィルソン・コントレラス
ウィルソン・エドゥアルド・コントレラス（Willson Eduardo Contreras, 1992年5月13日 - ）は、ベネズエラのカラボボ州プエルト・カベージョ出身のプロ野球選手（捕手、外野手）。MLBのセントルイス・カージナルス所属。右投右打。愛称はウィリー。
同じくプロ野球選手のウィリアム・コントレラスは実弟である。

## 経歴

### プロ入りとカブス時代
2009年にシカゴ・カブスと契約してプロ入り。当時のポジションは三塁手だった。この年は傘下のルーキー級ドミニカン・サマーリーグ・カブス2でプロデビューし、29試合に出場して打率.205、1本塁打、6打点、2盗塁の成績を残した。
2010年もドミニカン・サマーリーグ・カブス2でプレーし、17試合に出場して打率.313、9打点、2盗塁の成績を残した。
2011年からはアメリカ本土に渡り、この年はA-級ボイシ・ホークスでプレーした。60試合に出場して打率.261、2本塁打、27打点、3盗塁の成績を残した。
2012年もA-級ボイシでプレーし、64試合に出場して打率.273、3本塁打、39打点、3盗塁の成績を残した。この年より本格的に捕手として起用されるようになった。
2013年はA級ケーンカウンティ・クーガーズで86試合に出場して打率.248、11本塁打、46打点、8盗塁の成績を残した。
2014年はA+級デイトナ・カブスで80試合に出場して打率.242、5本塁打、37打点、5盗塁の成績を残した。
2015年はAA級テネシー・スモーキーズで126試合に出場して打率.333、8本塁打、75打点、4盗塁の成績を残し、サザンリーグの首位打者に輝いた。オフの11月20日に40人枠入りした。
2016年は開幕をAAA級アイオワ・カブスで迎えた。6月17日にメジャー初昇格を果たし、同日のピッツバーグ・パイレーツ戦でメジャーデビュー。2日後の同カードでのメジャー初打席では初球を打ってメジャー初打席初本塁打を放った。その後は打撃の好調さを買われ、本職の捕手だけでなく一塁手や左翼手としても先発出場する事もあった。メジャー1年目は76試合に出場、打率.282、12本塁打、35打点、2盗塁の成績だった。チームはサンフランシスコ・ジャイアンツとのディビジョンシリーズに進出し、コントレラスはロースター入りを果たした。10月7日の第1戦で、先発捕手のデビッド・ロスに代わって9回からマスクをかぶったが、この試合での打席はなかった。第2戦では「8番・捕手」として先発起用され、3打数2安打を記録。第3戦でも先発捕手のミゲル・モンテロに代わって7回からマスクをかぶると、延長13回裏からはこの回の表に代打に出たロスにマスクを譲って左翼の守備に就き、2打数1安打を記録。そして第4戦ではカブス3点のビハインドで迎えた9回表、1点を返し、なおも無死二・三塁の場面で代打に指名されたクリス・コグランに対して左腕のウィル・スミスが投入された所で、コグランに対する代打の代打に起用されると、スミスから試合を振り出しに戻す2点適時打を放つ。勢いに乗ったカブスはこの回4点を入れ勝ち越しに成功し、チームはリーグチャンピオンシップシリーズへ進出した。ロサンゼルス・ドジャースとのチャンピオンシップシリーズでもロースターに登録され、カブスが3勝2敗とリーグ優勝・ワールドシリーズ進出に王手をかけて迎えた第6戦ではカブス3点リードの4回にクレイトン・カーショウから4点目となるソロ本塁打を放った。クリーブランド・インディアンスとのワールドシリーズでもロースターに登録されたが、7試合の出場で19打数2安打、1打点、打率.105と不振だった。
2017年4月2日の開幕戦であるセントルイス・カージナルス戦で、先発捕手として出場した。6試合で5本の本塁打を記録したことで、8月8日にナショナルリーグの週間MVPに選ばれた。8月9日のサンフランシスコ・ジャイアンツ戦で一塁に走っていた際に、中程度のハムストリングの緊張で離脱を余儀なくされた。怪我の時点で、339打席で93安打を打ち打率.274、21本塁打、70打点を記録していた。9月10日に代打として出場し、怪我から復帰した。9月15日に審判の判定に不服として詰め寄った時にキャッチャーマスクを投げ地面に跳ね返った際に、審判のジョーダン・ベイカーのすねに当たったことで退場処分と1試合の出場停止処分を受けた。シーズンでは、377打席で104安打を打ち、打率.276、21本塁打、74打点、5盗塁を記録した。10月18日の2017年のナショナルリーグチャンピオンシップシリーズ4戦では、2015年からスタットキャストが記録し始めて以降、ポストシーズンで最長となる491フィート（149.657m）の本塁打を記録した。
2018年のオールスターゲーム前に打率.287、7本塁打、34打点を記録し、自身初のオールスターゲームに選出された。オールスターゲームでは先発出場した。最終的に自己最多の138試合に出場し、打率.249、10本塁打、54打点を記録した。
2019年は開幕ダッシュに成功し、5月中頃までOPS1.069で打率.315を記録していた。さらに、5月11日のミルウォーキー・ブルワーズ戦ではバーチ・スミスから自身初のサヨナラ本塁打を放ち、15回にも及んだ激戦に終止符を打った。オールスターゲームにもチームメイトであるハビアー・バエズと共に選出され、先発出場した。なお、どちらも安打は記録しなかった。8月3日の試合で一塁に走っていた際に、ハムストリングを痛め10日間の故障者リストに入った。
2022年はオフにFAとなる予定でシーズン中からトレードの噂が絶えなかった。トレード期限の日には移籍を確信したファンからステンディングオーベーションで迎えられた。しかし、最終的にトレードで移籍することはなく、シーズン終了までカブスでプレーした。

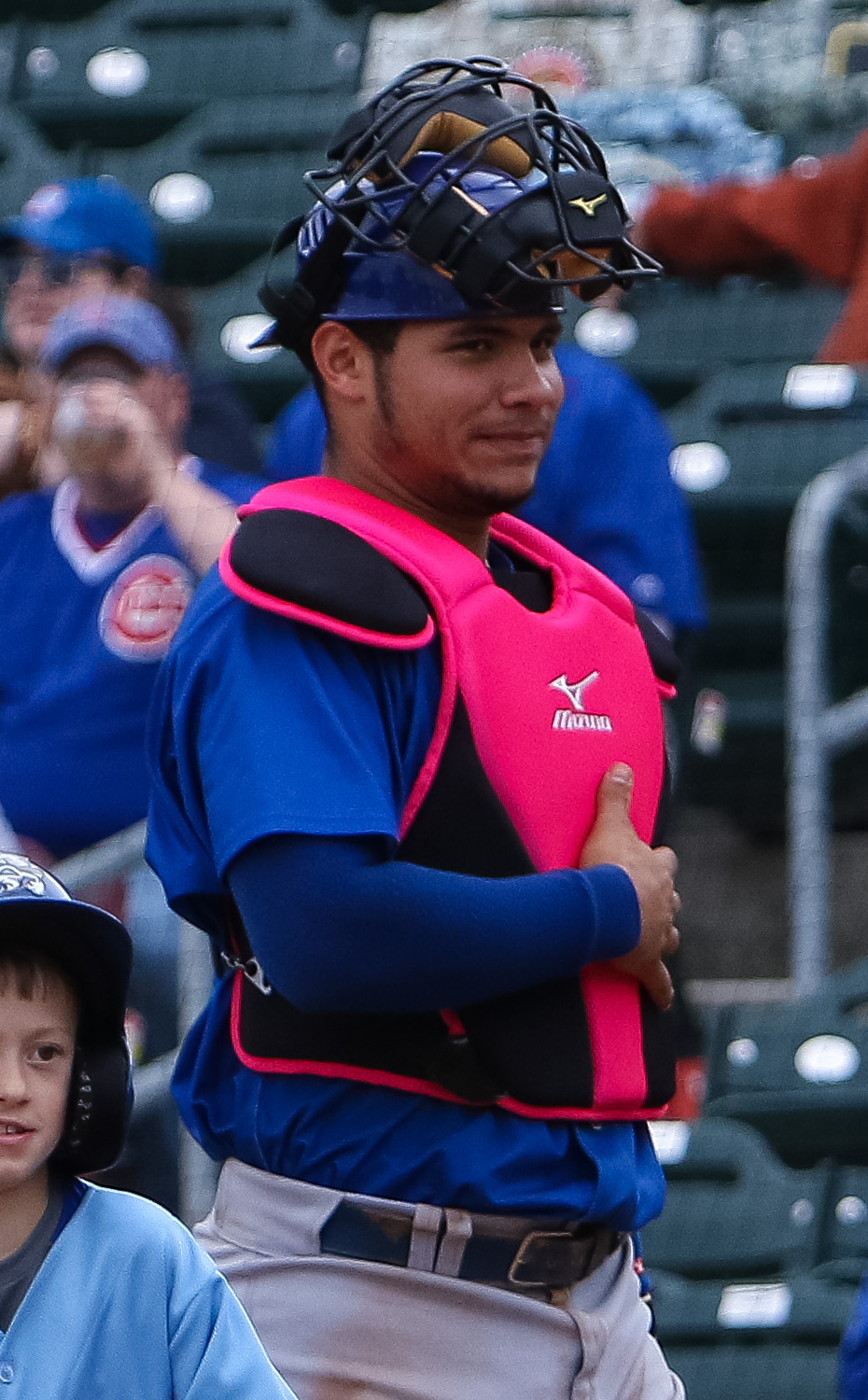
シカゴ・カブス時代
（2016年5月9日）

オフの11月6日にFAとなった。カブスからはクオリファイング・オファーを提示されたが、契約には至らなかった。

### カージナルス時代
2022年オフにセントルイス・カージナルスと5年総額8750万ドルの契約を結んだ。12月9日に入団会見を行った。同年限りでヤディアー・モリーナが引退したこともあり、後釜として期待される。

## 選手としての特徴
プロ入り当時は三塁手だったが、プロ4年目の2012年から捕手に転向しており、守備全般に課題を残す。打撃面ではカイル・シュワーバーの助言を受け、2015年にAA級で首位打者獲得と才能開花。選球眼にも優れる。

## 人物
2017年のプレイヤーズウィークエンドでは"ウィリー"を背ネームに選んだが、ジョン・レスターや投手コーチのクリス・ボシオからは"キラー"というあだ名を与えられた。
ヤディアー・モリーナのファンとして育った。カブスでメジャーリーガーになってからはカージナルス戦の際にサインを貰いに行っていた。2022年限りでモリーナが引退し、オフにコントレラスがFAとなった際はカージナルスへ移籍した。

## 詳細情報

### 年度別打撃成績
| 年 度    | 球 団    | 試 合 | 打 席 | 打 数 | 得 点 | 安 打 | 二 塁 打 | 三 塁 打 | 本 塁 打 | 塁 打 | 打 点 | 盗 塁 | 盗 塁 死 | 犠 打 | 犠 飛 | 四 球 | 敬 遠 | 死 球 | 三 振 | 併 殺 打 | 打 率 | 出 塁 率 | 長 打 率 | O P S |
| -------- | -------- | ----- | ----- | ----- | ----- | ----- | -------- | -------- | -------- | ----- | ----- | ----- | -------- | ----- | ----- | ----- | ----- | ----- | ----- | -------- | ----- | -------- | -------- | ----- |
| 2016     | CHC      | 76    | 283   | 252   | 33    | 71    | 14       | 1        | 12       | 123   | 35    | 2     | 2        | 0     | 1     | 26    | 0     | 4     | 67    | 7        | .282  | .357     | .488     | .845  |
| 2017     | CHC      | 117   | 428   | 377   | 50    | 104   | 21       | 0        | 21       | 188   | 74    | 5     | 4        | 1     | 2     | 45    | 2     | 3     | 98    | 13       | .276  | .356     | .499     | .855  |
| 2018     | CHC      | 138   | 544   | 474   | 50    | 118   | 27       | 5        | 10       | 185   | 54    | 4     | 1        | 2     | 2     | 53    | 2     | 13    | 121   | 14       | .249  | .339     | .390     | .730  |
| 2019     | CHC      | 105   | 409   | 360   | 57    | 98    | 18       | 2        | 24       | 192   | 64    | 1     | 2        | 0     | 2     | 38    | 2     | 9     | 102   | 4        | .272  | .355     | .533     | .888  |
| 2020     | CHC      | 57    | 225   | 189   | 37    | 46    | 10       | 0        | 7        | 77    | 26    | 1     | 2        | 0     | 2     | 20    | 1     | 14    | 57    | 6        | .243  | .356     | .407     | .763  |
| 2021     | CHC      | 128   | 483   | 413   | 61    | 98    | 20       | 0        | 21       | 181   | 57    | 5     | 4        | 0     | 4     | 52    | 1     | 14    | 138   | 11       | .237  | .340     | .438     | .778  |
| 2022     | CHC      | 113   | 487   | 416   | 65    | 101   | 23       | 2        | 22       | 194   | 55    | 4     | 2        | 0     | 2     | 45    | 0     | 24    | 103   | 14       | .243  | .349     | .466     | .815  |
| 2023     | STL      | 125   | 495   | 428   | 55    | 113   | 27       | 0        | 20       | 200   | 67    | 6     | 3        | 1     | 2     | 51    | 0     | 13    | 111   | 12       | .264  | .358     | .467     | .826  |
| 2024     | STL      | 84    | 358   | 301   | 48    | 79    | 17       | 0        | 15       | 141   | 36    | 4     | 1        | 0     | 0     | 45    | 2     | 12    | 96    | 7        | .262  | .380     | .468     | .848  |
| MLB：9年 | MLB：9年 | 943   | 3712  | 3210  | 456   | 828   | 177      | 10       | 152      | 1481  | 468   | 32    | 21       | 4     | 17    | 375   | 10    | 106   | 893   | 88       | .258  | .353     | .461     | .814  |

- 2024年度シーズン終了時

### 年度別守備成績
捕手守備
| 年 度 | 球 団 | 捕手（C） | 捕手（C） | 捕手（C） | 捕手（C） | 捕手（C） | 捕手（C） | 捕手（C） | 捕手（C） | 捕手（C） | 捕手（C） | 捕手（C） |
| 年 度 | 球 団 | 試 合     | 刺 殺     | 補 殺     | 失 策     | 併 殺     | 守 備 率  | 捕 逸     | 企 図 数  | 許 盗 塁  | 盗 塁 刺  | 阻 止 率  |
| ----- | ----- | --------- | --------- | --------- | --------- | --------- | --------- | --------- | --------- | --------- | --------- | --------- |
| 2016  | CHC   | 57        | 389       | 31        | 6         | 0         | .986      | 6         | 35        | 22        | 13        | .371      |
| 2017  | CHC   | 108       | 782       | 86        | 13        | 7         | .985      | 7         | 84        | 61        | 23        | .274      |
| 2018  | CHC   | 133       | 1013      | 71        | 11        | 9         | .990      | 9         | 79        | 52        | 27        | .342      |
| 2019  | CHC   | 99        | 770       | 51        | 12        | 3         | .986      | 6         | 55        | 39        | 16        | .291      |
| 2020  | CHC   | 41        | 311       | 13        | 2         | 0         | .994      | 0         | 26        | 17        | 9         | .346      |
| 2021  | CHC   | 116       | 885       | 57        | 7         | 6         | .993      | 3         | 58        | 46        | 12        | .207      |
| 2022  | CHC   | 72        | 605       | 46        | 4         | 7         | .994      | 7         | 35        | 24        | 11        | .314      |
| 2023  | STL   | 97        | 679       | 31        | 8         | 5         | .989      | 5         | 56        | 42        | 14        | .250      |
| 2024  | STL   | 51        | 359       | 21        | 3         | 1         | .992      | 4         | 48        | 37        | 11        | .229      |
| MLB   | MLB   | 774       | 5793      | 407       | 66        | 38        | .989      | 47        | 476       | 340       | 136       | .286      |

内野守備
| 年 度 | 球 団 | 一塁（1B） | 一塁（1B） | 一塁（1B） | 一塁（1B） | 一塁（1B） | 一塁（1B） | 三塁（3B） | 三塁（3B） | 三塁（3B） | 三塁（3B） | 三塁（3B） | 三塁（3B） |
| 年 度 | 球 団 | 試 合      | 刺 殺      | 補 殺      | 失 策      | 併 殺      | 守 備 率   | 試 合      | 刺 殺      | 補 殺      | 失 策      | 併 殺      | 守 備 率   |
| ----- | ----- | ---------- | ---------- | ---------- | ---------- | ---------- | ---------- | ---------- | ---------- | ---------- | ---------- | ---------- | ---------- |
| 2016  | CHC   | 3          | 22         | 1          | 0          | 1          | 1.000      | -          | -          | -          | -          | -          | -          |
| 2017  | CHC   | 5          | 17         | 3          | 0          | 4          | 1.000      | 1          | 0          | 1          | 0          | 0          | 1.000      |
| 2018  | CHC   | 1          | 3          | 0          | 0          | 0          | 1.000      | -          | -          | -          | -          | -          | -          |
| 2019  | CHC   | 2          | 5          | 0          | 0          | 0          | 1.000      | -          | -          | -          | -          | -          | -          |
| 2021  | CHC   | -          | -          | -          | -          | -          | -          | 1          | 0          | 0          | 0          | 0          | ----       |
| MLB   | MLB   | 11         | 47         | 4          | 0          | 5          | 1.000      | 2          | 0          | 1          | 0          | 0          | 1.000      |

外野守備
| 年 度 | 球 団 | 左翼（LF） | 左翼（LF） | 左翼（LF） | 左翼（LF） | 左翼（LF） | 左翼（LF） | 右翼（RF） | 右翼（RF） | 右翼（RF） | 右翼（RF） | 右翼（RF） | 右翼（RF） |
| 年 度 | 球 団 | 試 合      | 刺 殺      | 補 殺      | 失 策      | 併 殺      | 守 備 率   | 試 合      | 刺 殺      | 補 殺      | 失 策      | 併 殺      | 守 備 率   |
| ----- | ----- | ---------- | ---------- | ---------- | ---------- | ---------- | ---------- | ---------- | ---------- | ---------- | ---------- | ---------- | ---------- |
| 2016  | CHC   | 24         | 26         | 1          | 0          | 0          | 1.000      | -          | -          | -          | -          | -          | -          |
| 2017  | CHC   | 4          | 3          | 0          | 1          | 0          | .750       | 2          | 0          | 0          | 0          | 0          | ----       |
| 2018  | CHC   | 5          | 2          | 0          | 1          | 0          | .667       | -          | -          | -          | -          | -          | -          |
| 2019  | CHC   | 1          | 0          | 0          | 0          | 0          | ----       | 2          | 2          | 1          | 0          | 0          | 1.000      |
| 2021  | CHC   | 1          | 0          | 0          | 0          | 0          | ----       | -          | -          | -          | -          | -          | -          |
| MLB   | MLB   | 35         | 31         | 1          | 2          | 0          | .941       | 4          | 2          | 1          | 0          | 0          | 1.000      |

- 2024年度シーズン終了時
- 各年度の太字はリーグ最高

### 記録
- MLBオールスターゲーム選出：3回（2018年 - 2019年、2022年）

### 背番号
- 40（2016年 - ）